# Барселонский метрополитен
Барселонский метрополитен (кат. и исп. Metro de Barcelona) — метрополитен в Барселоне, столице Каталонии, составляющий основу скоростного общественного транспорта города и его пригородов. Начал работу в 1924 году.
В настоящее время система метрополитена включает 187 станций на 12 линиях общей протяжённостью 166 км.
Барселонский метрополитен обслуживается двумя операторами: TMB (кат. Transports Metropolitans de Barcelona) и железнодорожной компанией FGC (кат. Ferrocarrils de la Generalitat de Catalunya — Государственные железные дороги Каталонии). Станции метрополитена Барселоны обозначаются либо красным ромбом с буквой M для оператора TMB, либо прямоугольником с двумя белыми скобками для оператора FGC.
Стоимость проезда 2,20 евро (разовый билет; действителен в течение 1 часа 15 минут после компостирования на все виды городского транспорта — автобус, трамвай, фуникулёр и др. При покупке билетов на несколько поездок действуют скидки). Дети от трёх лет платят за билет как взрослые, детских тарифов не существует. На всех станциях линий 9 и 10 установлены платформенные раздвижные двери, что позволяет эксплуатировать беспилотные поезда.

## История
Первая линия барселонского метрополитена открыта 30 декабря 1924 года компанией Gran Metropolitano de Barcelona и соединяла площадь Каталонии со станцией «Лессепс»: сейчас этот участок относится к линии 3.
Вторая линия (нынешняя линия 1), построенная конкурирующей компанией Metropolitano Transversal, открылась 10 июня 1926 года к Всемирной выставке 1929 года и соединяла две железнодорожных ветки, эксплуатируемые RENFE. Открытие следующей очереди метро состоялось лишь в 1946 году: строительство прервала гражданская война.
В 1951 году оба оператора перешли под контроль города. Такое решение было принято с целью скорейшего развития сети.

## Линии
В Барселонском метрополитене действует линейно-маршрутная система движения поездов. Из 12 существующих линий метро Барселоны, 8 обслуживаются компанией TMB, 4 эксплуатируются железными дорогами Каталонии (FGC). Линии метро FGC совмещены с линиями пригородных электричек. На современных схемах метро также обозначена линия фуникулёра, интегрированная с метрополитеном, и две трамвайных системы: Trambaix и Trambesòs.
Линии барселонского метро не имеют названий и различаются по номерам. Линии 1—5 и 9—11 обслуживаются TMB, 6—8 и 12 — Каталонскими железными дорогами.
| Линия            | Конечные                                                                 | Оператор         | Длина (км)                    | Перспективная длина (км) | Количество станций        | Запланировано станций | Год открытия |
| ---------------- | ------------------------------------------------------------------------ | ---------------- | ----------------------------- | ------------------------ | ------------------------- | --------------------- | ------------ |
|                  | Hospital de Bellvitge — Fondo                                            | TMB              | 20,7                          | 29,758                   | 30                        | 38                    | 1926         |
|                  | Paral·lel — Badalona Pompeu Fabra                                        | TMB              | 13,7                          | 18,466                   | 18                        | 34                    | 1959         |
|                  | Zona Universitària — Trinitat Nova                                       | TMB              | 18,4                          | 20,024                   | 26                        | 36                    | 1924         |
|                  | Trinitat Nova — La Pau                                                   | TMB              | 17,3                          | 18,916                   | 22                        | 26                    | 1926         |
|                  | Cornellà Centre — Vall d’Hebron                                          | TMB              | 19,168                        | -                        | 26                        | 27                    | 1959         |
|                  | Plaça Catalunya — Sarrià                                                 | FGC              | 5,384                         | 8,198                    | 9                         | ?                     | 1963         |
|                  | Plaça Catalunya — Avinguda Tibidabo                                      | FGC              | 4,634                         | -                        | 7                         | -                     | 1954         |
|                  | Pl. Espanya — Molí Nou-Ciutat Cooperativa                                | FGC              | 11,266                        | -                        | 11                        | -                     | 1983         |
|                  | Can Zam — La Sagrera (L9 Nord) Zona Universitària — Aeroport T1 (L9 Sud) | TMB              | 7,867 (L9 Nord) 19,6 (L9 Sud) | 47,8                     | 9 (L9 Nord) 15 (L9 Sud)   | 39                    | 2009         |
|                  | Gorg — La Sagrera (L10 Nord) Collblanc — ZAL-Riu Vell (L10 Sud)          | TMB              | 5,57 (L10 Nord) 4,5 (L10 Sud) | 47,8                     | 6 (L10 Nord) 11 (L10 Sud) | 33                    | 2010         |
|                  | Trinitat Nova — Can Cuiàs                                                | TMB              | 2,109                         | -                        | 5                         | -                     | 2003         |
|                  | Sarrià-Reina Elisenda                                                    | FGC              | 0,6                           | 3,2                      | 2                         | 5                     | 2016         |
| ИТОГО (12 линий) | ИТОГО (12 линий)                                                         | ИТОГО (12 линий) | 126,698                       | 221,412                  | 172                       | 270                   |              |

## Перспективы

### Линии 9 и 10
В настоящее время ведутся работы по сооружению 9 и 10 линии барселонского метрополитена. По сути, это одна линия с вилочным движением на обоих концах, которая соединит Бадалону и Санта-Колому-де-Граманет с городом Эль-Прат-де-Льобрегат, международным аэропортом и промышленно-портовым районом Зона Франка. После завершения строительства она будет самой длинной в Европе: на линии длиной 47,8 км будет 52 станции.
Проект новой ветки метро был принят в 2000 году, но работы пришлось отложить. Предполагалось, что строительство будет закончено к 2012 году. Основное внимание было сконцентрировано на линии 9, так как она позволяла соединить город с обоими терминалами аэропорта. В итоге было принято решение запускать линии по частям.
13 декабря 2009 года в эксплуатацию был введён небольшой участок 9 линии между станциями Can Zam и Can Peixauet.
18 апреля 2010 года был запущен отрезок 10 линии от Gorg до Bon Pastor, так же удлинив 9 линию на одну станцию.
26 июня 2010 года обе линии были продлены до станции La Sagrera.
12 февраля 2016 года была запущена вторая часть 9 линии от станции Zona Universitaria до аэропорта Эль-Прат общей протяжённостью 19,6 км соединяя 15 остановок. Некоторые станции, как например Camp Nou, La Ribera и Ciutat Aeroportuaria все ещё продолжают оставаться закрытыми. Проезд в оба терминала тарифицируется по отдельной цене (€4,50), билет пробивается на входе и на выходе.
До конца 2017 года планировалось запустить вторую часть линии 10 от станции Zona Universitaria до станции Poligon Pratenc. Однако открытие участка от станции «Кольбланк» до станции «Фок» состоялось лишь 8 сентября 2018 года, в то время как до станции «Пулигон Пратен» линию планируют довести не раньше 2019 года.
Из-за финансовых проблем центральный участок между станциями La Sagrera и Zona Universitaria планируется открыть позднее 2020 года, точные сроки неизвестны.

### Линия 12
Согласно проекту, ветка должна была соединить Барселону с комаркой Баш-Льобрегат. Строительство отменено.

### Линия 13
Небольшая линия, первая очередь которой предусматривает всего три станции, соединит округ Ла Морера в Бадалоне и больницу Кан Рути.

## Барселонское решение
Метрополитен Барселоны получил известность благодаря принципу организации посадки и высадки пассажиров, известному как барселонское или испанское решение. Этот принцип заключается в том, что на станциях сооружается три платформы: две береговых и одна островная — и пассажир может войти в вагон и выйти из него с обеих сторон, что сокращает время стоянки поезда и давку на станциях. Барселонским такое решение было названо потому, что оно было впервые массово использовано в метрополитене Барселоны в 1930-х годах, где часть станций построена таким способом, хотя сама идея была впервые осуществлена ещё раньше в США — в Нью-Йорке и Бостоне.
На линии 9/10 используется 12-метровый тоннель глубокого заложения с путями, расположенными друг над другом. Внутри него помещены также двухъярусные станции, отделённые от путей платформенными раздвижными дверьми.

## Переходы между станциями
Большинство переходов между станциями неудобные: длинные, узкие, и по ним пассажиры проходят навстречу друг другу. К тому же порой они мало продуманы: для перехода со станции на станцию иногда надо пройти 2 последовательных перехода. Та же ситуация при необходимости перейти на железнодорожный вокзал со станции метро: надо пройти сразу 2 перехода. На некоторых переходах и станциях душно и жарко. Это связано с тем, что поезда барселонского метрополитена кондиционированные и не на всех станциях достаточно хорошо работает вентиляция.

## Левостороннее и правостороннее движение
Не все линии имеют правостороннее движение. Часто встречается и левостороннее, например как на станции Sant Antoni.

## Метрополитен в культуре

### В кинематографе
- «Ангел или демон» (исп. Ángel o demonio) — испанский сериал 2011 года.
- «Эпидемия» (исп. Los últimos días) — испанский фильм 2013 года.
- «Подземная бездна» (исп. Estación Rocafort) — испанский фильм 2024 года.